# Mediano disdiaquis triacontaedro
En geometría, el mediano disdiaquis triacontaedro es un poliedro no convexo isoedral. Es el dual del dodecadodecaedro truncado, un poliedro uniforme estrellado. Tiene 120 caras triangulares.

## Proporciones

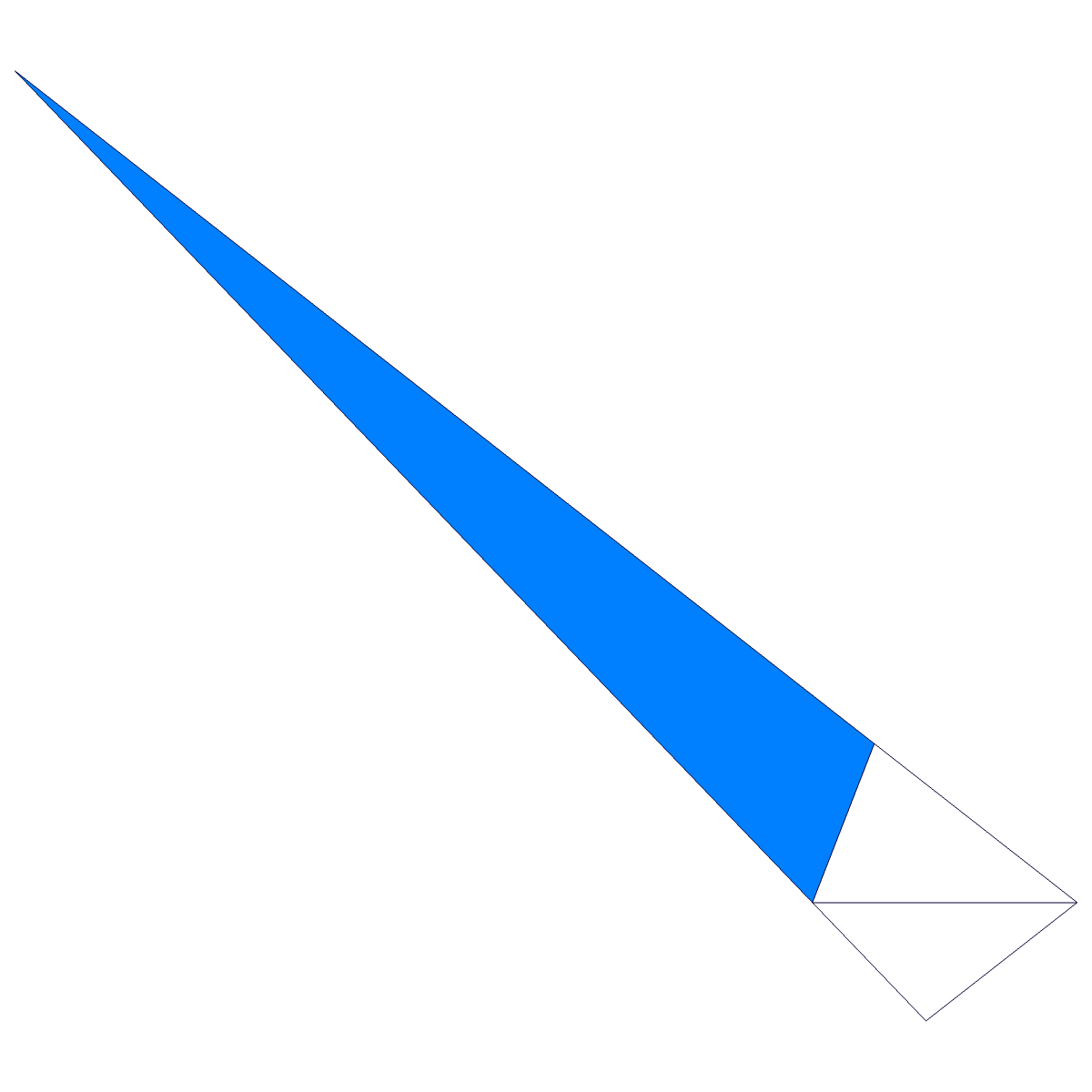
Forma de las caras

Los triángulos tienen un ángulo de {\displaystyle \arccos(-{\frac {1}{10}})\approx 95.739\,170\,477\,27^{\circ }}, uno de {\displaystyle \arccos({\frac {3}{8}}+{\frac {11}{40}}{\sqrt {5}})\approx 8.142\,571\,179\,89^{\circ }} y uno de {\displaystyle \arccos(-{\frac {3}{8}}+{\frac {11}{40}}{\sqrt {5}})\approx 76.118\,258\,342\,85^{\circ }}. Su ángulo diedro es igual a {\displaystyle \arccos(-{\frac {9}{11}})\approx 144.903\,198\,772\,42^{\circ }}. Parte de cada triángulo se encuentra dentro de la figura, por lo que no son totalmente visibles en los modelos sólidos.